# Modena Football Club 1927-1928
Questa voce raccoglie le informazioni riguardanti il Modena Football Club nelle competizioni ufficiali della stagione 1927-1928.

## Stagione
Nella stagione 1927-1928 il Modena disputa il girone B del campionato di Divisione Nazionale, vi raccoglie 22 punti con il quinto posto finale, primo degli esclusi dal girone finale, i promossi sono il Bologna primo con 27 punti ed un terzetto formato da Casale, Inter e Juventus con 24 punti al secondo posto. Nel girone finale danno vita, con le quattro promosse dal girone A, alla lotta per il titolo di campione d'Italia, che premia il Torino, al suo primo titolo, dopo quello che gli è stato revocato la stagione scorsa, per i retaggi del caso Allemandi.
 Nel Modena brilla la stella di un giovane trentino di 19 anni, preso dal Rovereto, Francesco Rier che firma sedici reti in diciannove partite giocate, vincendo la classifica marcatori del girone B, e permette ai canarini di sfiorare l'impresa di partecipare al girone finale, nonostante nelle ultime cinque gare non abbia centrato una sola vittoria. La stagione dei gialloblù era iniziata con il tecnico Giuseppe Forlivesi, subito sostituito dopo due gare dal tecnico danubiano József Ging. Finito il campionato, da aprile a luglio 1928 il Modena partecipa alla Coppa CONI 1928, disputa e vince il girone B con 14 punti appaiato alla Pro Vercelli, nello spareggio i canarini si impongono (2-1) il 19 luglio a Milano. Così affrontano nelle finali la Roma, che ha vinto il girone A. Le prime due gare di andata e ritorno finiscono pari, la bella si gioca a Firenze e la Roma vince (1-2) dopo i tempi supplementari, alzando al cielo il Trofeo.

## Divise
| Prima divisa |

## Rosa
| N. |                   | Ruolo | Calciatore         |
| -- | ----------------- | ----- | ------------------ |
|    | Italia (bandiera) | P     | Fausto Brancolini  |
|    | Italia (bandiera) | P     | Arturo Policaro    |
|    | Italia (bandiera) | D     | Aldo Aimi          |
|    | Italia (bandiera) | D     | Enghel Barbieri    |
|    | Italia (bandiera) | D     | Fausto Boni        |
|    | Italia (bandiera) | D     | Zorè Sabbadini     |
|    | Italia (bandiera) | D     | Bonifacio Zuppini  |
|    | Italia (bandiera) | C     | Pio Roberto Alice  |
|    | Italia (bandiera) | C     | Bruno Dugoni       |
|    | Italia (bandiera) | C     | Aldo Pedrazzi      |
|    | Italia (bandiera) | C     | Giorgio Tedeschini |

| N. |                   | Ruolo | Calciatore           |
| -- | ----------------- | ----- | -------------------- |
|    | Italia (bandiera) | A     | Otello Bellei        |
|    | Italia (bandiera) | A     | Antonio Carnevali    |
|    | Italia (bandiera) | A     | Afro De Pietri       |
|    | Italia (bandiera) | A     | Lidio Manzotti (II)  |
|    | Italia (bandiera) | A     | Luciano Manzotti (I) |
|    | Italia (bandiera) | A     | Alfredo Mazzoni      |
|    | Italia (bandiera) | A     | Angelo Piccaluga     |
|    | Italia (bandiera) | A     | Romolo Re            |
|    | Italia (bandiera) | A     | Francesco Rier       |
|    | Italia (bandiera) | A     | Leonio Tirelli       |
|    | Italia (bandiera) | A     | Guglielmo Zanasi     |

## Risultati

### Divisione Nazionale - girone B

#### Girone di andata
| 25 settembre 1927 1ª giornata |  | – Turno di riposo del Modena |  |  |

| Modena 2 ottobre 1927 2ª giornata | Modena           | 0 – 0 | Casale | Campo di Via Fontanelli\| Arbitro: \| Carraro (Padova) \| |
| Arbitro:                          | Carraro (Padova) |       |        |                                                           |

| Arbitro: | Gama (Milano) |

|           |           |          |
| Perin 37’ | Marcatori | 84’ Rier |

| Arbitro: | Mattea (Casale Monf.) |

|                            |           |                  |
| Bernardini 32’ Rivolta 78’ | Marcatori | 56’ Lu. Manzotti |

| Arbitro: | Scarpi (Dolo) |

|                                  |           |            |
| Rier 38’, 50’ (rig.) Mazzoni 89’ | Marcatori | 68’ Raggio |

| Arbitro: | U. Gama (Milano) |

|                           |           |           |
| Crotti 13’ Meneghetti 17’ | Marcatori | 47’ Alice |

| Arbitro: | Montessoro (Torino) |

|                        |           |  |
| Zanasi 60’ Mazzoni 72’ | Marcatori |  |

| Arbitro: | Enrietti (Torino) |

|              |           |                      |
| Tognazzi 70’ | Marcatori | 34’ Mazzoni 62’ Rier |

| Arbitro: | Garbieri (Genova) |

|                  |           |              |
| Li. Manzotti 23’ | Marcatori | 21’ Munerati |

| Arbitro: | Dani (Genova) |

|                                                 |           |                           |
| Silvestri 7’, 17’ Paolini 14’ Magnozzi 22’, 82’ | Marcatori | 60’ Rier 64’, 67’ Mazzoni |

| Arbitro: | Lenti (Genova) |

|                                                 |           |           |
| Li. Manzotti 20’ Mazzoni 28’, 53’ Rier 31’, 35’ | Marcatori | 21’ Porta |

#### Girone di ritorno
| 18 dicembre 1927 12ª giornata |  | – Turno di riposo del Modena |  |  |

| Arbitro: | Sguerso (Savona) |

|                  |           |                                                     |
| Varalda 10’, 37’ | Marcatori | 13’ Alice 30’ Piccaluga 31’, 75’ Rier 50’ De Pietri |

| Arbitro: | Carraro (Padova) |

|               |           |              |
| Rier 60’, 62’ | Marcatori | 30’ Schiavio |

| Modena 15 gennaio 1928 15ª giornata | Modena           | 0 – 0 | Ambrosiana | Campo di Via Fontanelli\| Arbitro: \| Sguerso (Savona) \| |
| Arbitro:                            | Sguerso (Savona) |       |            |                                                           |

| Arbitro: | Ferro (Milano) |

|               |           |  |
| Del Ponte 86’ | Marcatori |  |

| Arbitro: | Lenti (Genova) |

|                                                                |           |            |
| Rier 4’, 37’ (rig.) Piccaluga 17’ Lu. Manzotti 50’ Mazzoni 55’ | Marcatori | 14’ Grabbi |

| Arbitro: | Carraro (Padova) |

|                                               |           |                          |
| Aimi 48’ (aut.) Chini 54’ Corbjons 90’ (rig.) | Marcatori | 14’, 22’ Rier 69’ Bellei |

| Arbitro: | Bellini (Padova) |

|               |           |                               |
| Piccaluga 34’ | Marcatori | 21’ M. Varglien 63’ Reguzzoni |

| Arbitro: | Sguerso (Savona) |

|               |           |             |
| Bonivento 62’ | Marcatori | 19’ Mazzoni |

| Arbitro: | Garbieri (Genova) |

|               |           |              |
| De Pietri 59’ | Marcatori | 43’ Palandri |

| Arbitro: | Lenti (Genova) |

|                       |           |                     |
| Porta 53’ Tommasi 81’ | Marcatori | 43’ Rier 87’ Dugoni |

### Coppa Coni

#### Finali
| Roma 26 luglio 1928 Andata | Roma           | 0 – 0 | Modena | Motovelodromo Appio\| Arbitro: \| Lenti (Genova) \| |
| Arbitro:                   | Lenti (Genova) |       |        |                                                     |

| Arbitro: | U. Gama (Milano) |

|                           |           |                               |
| Piccaluga 15’ Mazzoni 61’ | Marcatori | 23’ Fasanelli 86’ A. Ferraris |

| Arbitro: | Mattea (Casale Monf.) |

|             |           |                                  |
| Mazzoni 45’ | Marcatori | 22’ (rig.) Corbjons 110’ Bussich |

## Statistiche

### Statistiche di squadra
| Competizione                   | Punti | Totale | Totale | Totale | Totale | Totale | Totale |
| Competizione                   | Punti | G      | V      | N      | P      | Gf     | Gs     |
| ------------------------------ | ----- | ------ | ------ | ------ | ------ | ------ | ------ |
| Divisione Nazionale - girone B | 22    | 20     | 7      | 8      | 5      | 39     | 28     |
| Totale                         | 22    | 20     | 7      | 8      | 5      | 39     | 28     |